# Безрічний
Безрі́чний (рос. Безречный) — селище у складі Березовського міського округу Свердловської області.
Населення — 110 осіб (2010, 138 у 2002).
Національний склад станом на 2002 рік: росіяни — 88 %.